# Estudio basado en la población
Un estudio basado en la población es un estudio en el cual se selecciona un grupo de personas de una población general que tienen una o varias características en común, como la edad, el sexo, el estado de salud o una zona geográfica. Este grupo se puede estudiar por diferentes razones, como su respuesta a un medicamento o el riesgo de contraer una enfermedad.
Un estudio basado en la población puede incluir estudios caso-control, estudios transversales, estudios de gemelos o estudios de cohortes prospectivos o retrospectivos. Lo más importante es que esta muestra incluida en el estudio sea representativa del grupo de población que se quiera estudiar.